# Sonate pour violoncelle et piano de Pierné
Pour les articles homonymes, voir Sonate pour violoncelle et piano.
La Sonate pour violoncelle et piano en fa dièse mineur, op. 46, est une œuvre de musique de chambre de Gabriel Pierné composée entre 1919 et 1922.

## Présentation
La Sonate pour violoncelle et piano de Pierné est composée entre 1919 et 1922,. En fa dièse mineur, l'œuvre porte le numéro d'opus 46,.
La sonate, dédiée au violoncelliste André Hekking, est créée le 28 avril 1923 à Paris, salle de la Société des concerts (Ancien Conservatoire), par le dédicataire au violoncelle et le compositeur au piano, lors d'un concert de la Société nationale de musique,,.

## Structure et commentaires
De « forme très originale », la Sonate pour violoncelle et piano, d'une durée moyenne d'exécution de vingt-deux minutes environ, est en un mouvement « où alternent tempos lents et vifs », selon le schéma lent-vif-lent-vif, « qui n'exclut pas cependant quelques fantaisies ».
Pour Georges Masson, la sonate « contraste avec les autres pièces de chambre, et ne connaît pas les bouillonnements de celle pour violon ». Le biographe relève que « l'auteur tend peu à peu à se libérer des pesanteurs romantiques et affine sa plume émaillée de saillants traits d'esprit ». Dans la partition, « à la douceur du début un peu fauréen, succède un final plaisant et badin », notamment.
Pour Jacques Tchamkerten, « le tour de force du compositeur consiste à être parvenu à masquer d'un bout à l'autre la complexité de [la] construction, l'œuvre se percevant comme une vaste fantaisie en constant renouvellement et cependant d'une parfaite cohérence ».
La partition est publiée par Durand.

## Discographie
- Gabriel Pierné, la musique de chambre, vol. 2, Aleksandr Khramouchin (violoncelle) et Christian Ivaldi (piano), Timpani 2C1111, 2007[11].
- French Cellos Sonatas: Gabriel Pierné, Vincent d'Indy, Nadia Boulanger, Nicolas Altstaedt (violoncelle) et José Gallardo (piano), Naxos 8.572105, 2010.